# Помукчинський Дмитро Іванович
Дмитро Іванович Помукчинський (нар. 18 лютого 1908 — пом. 15 липня 1980) — радянський військовий льотчик часів Другої світової війни, заступник командира 949-го штурмового авіаційного полку (211-а штурмова авіаційна дивізія 3-ї повітряної армії), майор. Герой Радянського Союзу (1945).

## Життєпис
Народився 18 лютого 1908 року в Одесі в родині робітника. Українець. Рано втративши батьків, з 11-річного віку розпочав трудову діяльність різноробом на зрошувальних полях. Згодом закінчив школу ФЗУ, працював токарем на одному з одеських заводів. Член ВКП(б) з 1930 року. У 1931 році закінчив 1-й курс Одеського енергетичного інституту.
До лав РСЧА призваний за партійним набором у 1931 році. У 1932 році закінчив Луганську військову авіаційну школу пілотів.
Початок німецько-радянської війни зустрів на посаді команлира авіаційного загону Грозненської військової авіаційної школи стрільців-бомбардирів. У січні 1942 року направлений на навчання на командний факультет Військово-повітряної академії. після закінчення прискореного курсу навчання в січні 1943 року направлений на посаду командира ескадрильї 766-го штурмового авіаційного полку.
На фронтах Другої світової війни — з січня 1943 року. Воював на Воронезькому, Калінінському, 1-у Прибалтійському і 3-у Білоруському фронтах.
З липня 1944 року — заступник командира 949-го штурмового авіаційного полку, з вересня того ж року виконував обов'язки командира полку.
До грудня 1944 року на штурмовику Іл-2 майор Д. І. Помукчинський здійснив 86 бойових вильотів на бомбардування залізничних ешелонів, аеродромів і скупчень військ супротивника. В ході виконання бойових завдань ним було знищено понад 100 автомашин, понад 10 танків, паровоз і 6 залізничних вагонів, 2 склади з паливом і 3 з боєприпасами, до 60 возів, розбито 40 польових і 30 зенітних гармат, 40 бліндажів, викликано 50 вогнищ пожеж, розсіяно і знищено понад 800 солдатів і офіцерів супротивника.
З грудня 1944 року й до кінця війни — командир 683-го штурмового авіаційного полку 335-ї штурмової авіаційної дивізії. Брав участь у штурмі Кенігсберга і знищенні Земландського угруповання ворога.
Після війни продовжив військову службу у ВПС СРСР. З 1955 року підполковник Д. І. Помукчинський — у запасі. Мешкав в Одесі, з 1960 року працював екскурсоводом у Одеському бюро подорожей і екскурсії. Помер 15 липня 1980 року. Похований на Таїровському цвинтарі.

## Нагороди
Указом Президії Верховної Ради СРСР від 23 лютого 1945 року за зразкове виконання бойових завдань командування на фронті боротьби з німецькими загарбниками та виявлені при цьому відвагу і героїзм, майору Помукчинському Дмитру Івановичу присвоєне звання Героя Радянського Союзу з врученням ордена Леніна і медалі «Золота Зірка» (№ 4173).
Також був нагороджений трьома орденами Червоного Прапора (10.10.1943, 30.06.1944, …), орденами Олександра Невського (03.09.1944), Вітчизняної війни 1-го ступеня (23.01.1944), Червоної Зірки і медалями.